# Ion Minulescu

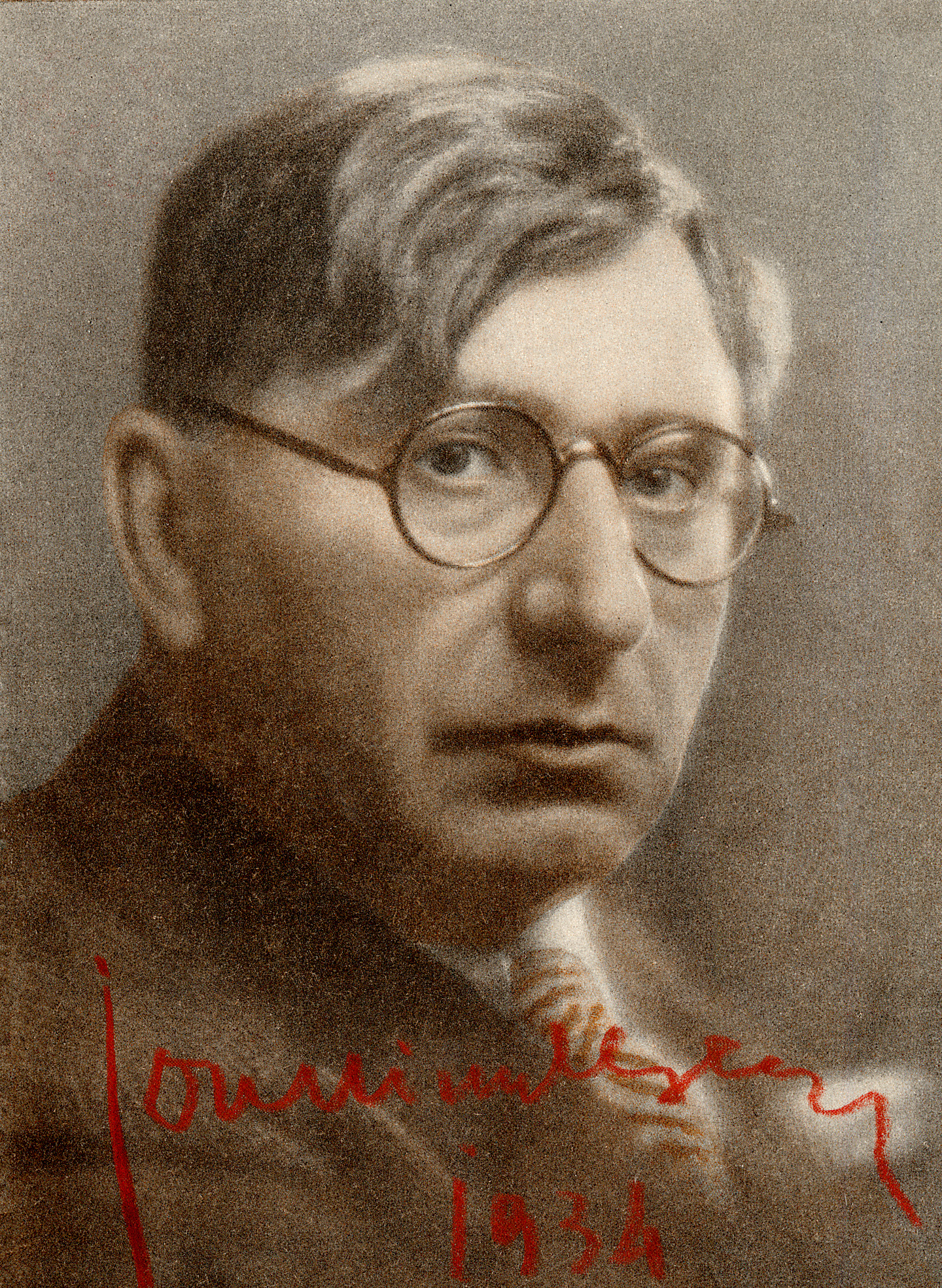

Ion Minulescu (ur. 6 stycznia 1881 w Bukareszcie, zm. 11 kwietnia 1944 tamże) – był rumuńskim awangardowym poetą, autorem nowel, dziennikarzem, krytykiem literackim i dramaturgiem. Często publikował swoje prace pod pseudonimami I. M. Nirvan i Koh-i-Noor.